# Dragan Mladenović
Dragan Mladenović (n. 29 martie 1956, Pirot, Iugoslavia) este un handbalist ce a reprezentat Elveția, medaliat olimpic. A participat la o ediție a Jocurilor Olimpice (1984) în care a câștigat o medalie de aur.